# Cantón de Juvigny-le-Tertre
El cantón de Juvigny-le-Tertre era una división administrativa francesa, que estaba situada en el departamento de Mancha y la región de Baja Normandía.

## Composición
El cantón estaba formado por nueve comunas:
- Bellefontaine
- Chasseguey
- Chérencé-le-Roussel
- Juvigny-le-Tertre
- La Bazoge
- Le Mesnil-Adelée
- Le Mesnil-Rainfray
- Le Mesnil-Tôve
- Reffuveille

## Supresión del cantón de Juvigny-le-Tertre
En aplicación del Decreto n.º 2014-246 de 25 de febrero de 2014, el cantón de Juvigny-le-Tertre fue suprimido el 22 de marzo de 2015 y sus 9 comunas pasaron a formar parte del nuevo cantón de Isigny-le-Buat.